# The Hole (film 2001)
The Hole è un film del 2001 diretto da Nick Hamm.
Thriller/horror psicologico basato sul romanzo After the Hole che il canadese Guy Burt ha scritto all'età di 17 anni, ma si ispira in parte anche al romanzo Il signore delle mosche di William Golding.

## Trama
Una ragazza, stremata e ferita, compare dai boschi e raggiunge un telefono, dove ha solo la forza di gridare disperata per chiedere aiuto. La giovane è Elizabeth Dunn, detta Liz (Thora Birch), scomparsa diversi giorni prima assieme ad altri tre ragazzi: la sua migliore amica Frankie (Keira Knightley), Mike (Desmond Harrington) e Jeff (Laurence Fox), rispettivamente il giovane di cui Liz è innamorata e il migliore amico di quest'ultimo.
Presa in custodia dalla dottoressa e psicologa di polizia Philippa Horwood (Embeth Davidtz), Liz racconta di essere stata rinchiusa assieme agli altri all'interno di un vecchio bunker di guerra: l'idea era stata di Martyn Taylor (Daniel Brocklebank), il migliore amico di Liz che, innamorato di lei da quando erano bambini, aveva finto di volerla aiutare a conquistare Mike, ma che in realtà intendeva dimostrarle che lui non fosse un granché, lasciando i giovani rinchiusi. Una volta capito di essere spiati da microfoni nascosti, i quattro avevano finto di litigare e rompere i rapporti per "assecondare" il desiderio di Martyn, e così finalmente il bunker si era riaperto ed erano tornati liberi.

La dottoressa, tuttavia, non sembra credere al suo racconto. Nel frattempo, Martyn nega tutto e racconta una storia diversa, con Liz che sarebbe in realtà una spregiudicata e viziata giovane che avrebbe avuto l'idea originale di rinchiudersi nel bunker con gli altri tre, per organizzare un party nel quale provarci con Mike. Il giovane viene intanto rilasciato per assenza di prove, con la psicologa che viene accompagnata a visitare il bunker, dal quale esce sconvolta, con una collega che parla di generici "resti umani" e che spiega che all'interno non vi fosse traccia di microfoni, né tracce del giovane accusato. Martyn, tornato libero, va a cercare Liz per chiarire il tutto, non capendo perché lei lo avesse incolpato della vicenda. Poco dopo, la psicologa torna da Liz, chiedendole di andare con lei nel bunker, nella speranza che racconti altri dettagli.

La ragazza, messa alle strette, rivela che il week-end nel bunker era davvero stato organizzato da lei stessa, che voleva che Mike si accorgesse finalmente di lei. Per questo, lei e Frankie avevano organizzato una festa nel bunker invitando anche Jeff e Mike. Dopo poche ore, Mike aveva provato ad andare via ed era stato così che i ragazzi avevano scoperto di essere bloccati. Liz rivela alla dottoressa di aver chiuso la botola dall'interno e aver nascosto la chiave, per prolungare la loro permanenza nel bunker. I tre, non sapendo che Liz avesse la chiave, si erano infuriati con lei per l'idea della festa e, dopo alcuni tentativi di forzare la porta, avevano atteso i soccorsi. Ma i giorni erano passati, cibo e acqua erano finiti e la situazione precipitata: Frankie, affetta da bulimia, era morta di arresto cardiaco il decimo giorno; Jeff, che aveva nascosto a insaputa degli altri alcune scorte, era stato scoperto e ucciso in un impeto di rabbia da Mike che, a sua volta, era morto trafitto da una scala di ferro, afferrata per raggiungere Liz, dopo che questa gli aveva confessato di essere in possesso della chiave. Tra una morte e l'altra, il rapporto tra Liz e Mike era sbocciato e la ragazza, comunque soddisfatta, aveva deciso di non rivelare la verità, incolpando Martyn della vicenda.

La psicologa, sconvolta, le dice che dovrà confessare visto che lo stesso Martyn confermerà la versione, ma viene interrotta da altri poliziotti che, ignari del tutto, giungono sul posto e rivelano che Martyn si è suicidato, probabilmente per il senso di colpa, con addosso la chiave della botola. A quel punto, in un flashback, si vede la ragazza che, raggiunta dall'amico incolpato ingiustamente nei pressi di una diga, gli infila la chiave in tasca e lo scaraventa nel fiume. Il caso per la polizia è chiuso e la giovane viene portata via, mentre con un sorriso beffardo fissa la dottoressa che, pur sapendo la verità, non ha prove per poterla dimostrare.

## Produzione
Nick Hamm ha iniziato a ingaggiare gli attori dall'inizio del 1999. Lo stesso regista descrive Keira Knightley come una giovane versione di Julie Christie. La Knightley, nonostante avesse solo 15 anni, recita in una scena in cui trova Jeff e altri due ragazzi completamente nudi nelle docce dello spogliatoio maschile del college, dove era andata per parlare con lui della festa: in pratica gli attori misero in mostra i loro organi maschili ad una ragazzina adolescente.
Per prepararsi per il ruolo, Thora Birch, ha passato un po' di tempo in una scuola pubblica inglese. Le riprese sono durate sei settimane e sono avvenute nel Regno Unito.

## Accoglienza
La pellicola ha ricevuto critiche alquanto contrastanti. Su Rotten Tomatoes ha il 50% di critiche positive.